# Dasyatis geijskesi
Dasyatis geijskesi е вид хрущялна риба от семейство Dasyatidae. Видът е почти застрашен от изчезване.

## Разпространение
Разпространен е в Бразилия, Венецуела, Гвиана, Сенегал, Тринидад и Тобаго и Френска Гвиана.